# Movimento Liberale Indipendente
Il Movimento Liberale Indipendente (MLI) fu un movimento politico-culturale fondato a Milano il 20 giugno 1948 da Nicolò Carandini, Mario Ferrara e dalla corrente di sinistra del Partito Liberale Italiano (PLI) fuoriuscita dal partito tra il novembre 1947 e il gennaio 1948.

## Storia
Il MLI nacque dall'unione di vari movimenti politici come "Rinascita Liberale" (RL), fondato nel luglio 1946, all'interno del PLI, da Panfilo Gentile e Leone Cattani, il "Movimento della Sinistra Liberale" (MSL), creato a Milano da Eugenio Morandi ed Ernesto Cattaneo dopo la scissione del loro gruppo dal PLI nell'aprile del 1946, la "Democrazia Liberale" (DL) di Torino, di cui fu massimo esponente Paolo Serini, e vari altri gruppi ed individui di ispirazione liberal-progressista, provenienti soprattutto dall'Italia settentrionale, in particolare da Bergamo, Genova, Firenze, Trento, Trieste e, più tardi, da Bologna.
Presidente del MLI era il giurista fiorentino Enrico Finzi.

### La proposta di un forte centro laico-progressista
Scopo iniziale del MLI era la promozione di una terza forza, che avrebbe raggruppato i liberali, il Partito Repubblicano Italiano (PRI) e il Partito Socialdemocratico (PSDI), per costituire un contrappeso democratico all'egemonia della Democrazia Cristiana.
L'idea politica della terza forza è molto simile all'ordoliberalismo, corrente politica nata in Germania qualche decennio prima e critica sia verso il liberalismo classico sia verso qualsiasi tipo di controllo statale, la quale aveva l'obiettivo di creare un'economia sociale di mercato.
Il secondo Congresso del Movimento, svoltosi a Firenze il 10-11 luglio 1948 segnò, però, la fine delle speranze per una reale formazione politica di tale orientamento, a causa del rifiuto soprattutto da parte dei socialdemocratici.
Con l'avvento di Bruno Villabruna alla segreteria generale del PLI nell'ottobre 1948, dopo le dimissioni forzate del monarchico conservatore Roberto Lucifero, si aprì una discussione circa il rientro dei liberali di sinistra nel partito. Il MLI, però, pose come condizione un integrale rinnovamento programmatico e personale del partito e un suo impegno per un'intesa di terza forza, prima di qualsiasi negoziato per un ritorno. Nacque l'idea di una Costituente liberale per sostituire al vecchio partito un nuovo organismo che comprendesse tutti i liberali italiani, sparsi per il paese. Dopo il rifiuto, da parte del partito, di accettare tali richieste l'idea di un rientro fu accantonata.
Nella primavera del 1949 il MLI cominciò un'iniziativa propagandistica per la diffusione dell'idea della terza forza, ma con esito piuttosto deludente. Fallì anche il tentativo di dare alla luce un proprio giornale, soprattutto perché non si riuscì a trovare i necessari finanziamenti e perché i maggiori esponenti del movimento già collaboravano a Il Mondo, fondato da Mario Pannunzio nel febbraio 1949.
Tuttavia, nonostante una struttura organizzativa piuttosto debole del MLI, verso la fine del 1949 si aprì una reale possibilità per la creazione di una terza forza, quando i socialdemocratici lasciarono il quinto governo De Gasperi, e quando il loro leader, Giuseppe Saragat, chiese una intesa politica tra le forze democratiche laiche, invitando il MLI a farne parte, dopo la decisione del PLI di rimanere al governo. Carandini negoziò con i rappresentanti di tutti i partiti di centro-sinistra ma, alla fine, dovette constatare la loro scarsa disponibilità ad un progetto di terza forza. In più, l'invito di Saragat si rivelò una momentanea manovra tattica contro gli scissionisti all'interno del suo stesso partito.
L'uscita del PLI dallo stesso governo nel gennaio 1950 invece aprì improvvisamente una nuova occasione per una riunificazione liberale. Il MLI propose nuovamente una Costituente liberale e Villabruna sembrò disposto a prenderla in considerazione; quest'ultimo dovette però fare i conti con la destra liberale che lo spingeva a stringere intese con i monarchici del PNM e, eventualmente, persino con i neofascisti del MSI. L'esitazione del segretario fece fallire quindi l'avvicinamento agli indipendenti.
A quel punto il MLI iniziò una campagna per la convocazione di un Congresso dei democratici d'Italia fuori dai partiti esistenti. L'iniziativa si rivolse in particolar modo agli ambienti dell'ex-Partito d'Azione ed ai ceti intellettuali della società italiana, con lo scopo di fondare un partito radicale o liberal-democratico che successivamente avrebbe dovuto svuotare i Partiti socialdemocratico, repubblicano e liberale per diventare di fatto la terza forza.
Nel corso della campagna furono attivi anche i gruppi locali del MLI nell'Italia meridionale, tra l'altro a Palermo, Catania e Napoli, rimasti fino ad allora in disparte. Anche questa volta, però, il responso fu esiguo. Nel maggio 1950 il MLI decise comunque di rimanere autonomo dal Partito Liberale che, a sua volta, insisteva per il reingresso dei dissidenti. Il Consiglio nazionale del PLI diede a Villabruna il mandato di far ritornare la sinistra liberale nel partito. La funzione del MLI doveva essere quella di tenere uniti quanto possibile i liberali di sinistra per poter porre condizioni al partito e fare dell'unificazione un'operazione di un certo peso politico, spostando gli equilibri interni del partito verso sinistra.
Segno dell'abbandono di un ruolo indipendente nella politica fu il rifiuto, da parte del MLI, di aderire all'Internazionale Liberale, dopo un invito da essa rivolto al movimento nel gennaio 1951. Anche in occasione delle elezioni amministrative del 1951, i leader del MLI, Carandini e Ferrara non sostennero quei gruppi locali del movimento che parteciparono, con propri candidati del MLI, nelle liste del PRI, come avvenne a Genova (dove fu eletto un consigliere comunale del MLI), ma s'impegnarono in un dibattito pubblico su vari quotidiani italiani sul tema dell'unificazione liberale, ormai vista come inevitabile.
Nel giugno 1951 Villabruna cercò di stringere i tempi lanciando un invito per una riunione tra liberali del PLI e indipendenti di varia provenienza, ma fu preceduto dal deputato ex-nittiano Aldo Bozzi e da alcuni ex-aderenti al disciolto movimento dell'Uomo Qualunque, che pubblicarono una 'lettera con mille firme' per l'unificazione liberale. Temendo di rimanere esclusi da questa possibile riunificazione, alcuni aderenti al movimento, tra cui Morandi, Gentile ed Enzo Storoni si dissociarono da Carandini e presero parte alla riunione indetta da Villabruna, durante la quale venne redatto un programma di nove punti come base d'intesa per l'unificazione. Da parte loro, Carandini e Cattani lanciarono sulle pagine de Il Mondo una campagna per chiedere l'aiuto di altri liberali di sinistra e premere sul PLI affinché accettasse una discussione aperta sulle basi programmatiche dell'unificazione liberale. Si pronunciarono in merito Benedetto Croce, Luigi Einaudi, Arrigo Cajumi ed altri liberali di rilievo.
Nel settembre 1951 il MLI convocò un convegno di indipendenti a Milano al quale parteciparono numerosi liberali di sinistra rimasti fuori dal dibattito sull'unificazione. Vennero formulate e proposte a Villabruna le condizioni programmatiche e politiche per l'ingresso dei convenuti nel PLI. Villabruna le accettò e, in ottobre, iniziarono i negoziati tra il MLI, il partito e gli altri gruppi partecipanti al processo di unificazione. La sera del 7 dicembre 1951, in una riunione riservata a Torino, gli aderenti al MLI sciolsero il movimento per ritornare nelle file del Partito Liberale.